# Agaricomycotina
Agaricomycotina är ett underfylum (underdivision) till fylumet (divisionen) Basidiesvampar (Basidiomycota). 

## Systematik
Agaricomycotina är ett av tre underfyla av basidiesvamparna (de båda övriga är Pucciniomycotina och Ustilaginomycotina). Dyntaxa delar in Agaricomycotina enligt nedan (baserat på Hibbett et al. 2007):
- Klass Tremellomycetes
  - Ordning Cystofilobasidiales
  - Ordning Filobasidiales
  - Ordning Tremellales
- Klass Dacrymycetes
  - Ordning Dacrymycetales
  - Ordning Unilacrymales
- Klass Agaricomycetes
  - Underklass Agaricomycetidae
    - Ordning Agaricales (skivlingar)
    - Ordning Amylocorticales (ej i Hibbett et al.  2007[2])
    - Ordning Atheliales
    - Ordning Boletales (soppar)
    - Ordning Jaapiales (ej i Hibbett et al. 2007[2])

  - Underklass Phallomycetidae
    - Ordning Geastrales (jordstjärnor)
    - Ordning Gomphales
    - Ordning Hysterangiales
    - Ordning Phallales (stinksvampar)

  - utan tillordnad underklass – incertae sedis
    - Ordning Auriculariales
    - Ordning Cantharellales
    - Ordning Corticiales
    - Ordning Gloeophyllales
    - Ordning Hymenochaetales
    - Ordning Polyporales
    - Ordning Russulales
    - Ordning Sebacinales
    - Ordning Thelephorales
    - Ordning Trechisporales